# 林肯墓园
林肯墓园（英語：Lincoln Tomb）是美国第16任总统亚伯拉罕·林肯的最后安息之地；他的妻子玛丽·托德·林肯，以及他们的四个儿子中的三个：爱德华、威廉和托马斯也葬于此。它位于伊利诺伊州斯普林菲尔德的橡树岭公墓。它由花岗岩建造，有一个大型的单层矩形底座，顶部是方尖碑。
一楼入口内是一个圆形大厅，走廊与墓室相连。整个内部都使用了大理石，并展示了几座特别铸造的林肯雕像。彩色玻璃窗和旗帜装饰着地下室，地下室以红色大理石纪念碑为中心。
陵墓由伊利诺伊州拥有和管理，成立林肯墓州立历史遗址。它于1960年被指定为首批国家历史地标之一，因此在1966年创建该名称时成为首批列入国家史迹名录的遗址之一。